# Diphysa americana
Diphysa americana är en ärtväxtart som först beskrevs av Philip Miller, och fick sitt nu gällande namn av Mario Sousa. Diphysa americana ingår i släktet Diphysa och familjen ärtväxter. Inga underarter finns listade i Catalogue of Life.

## Bildgalleri

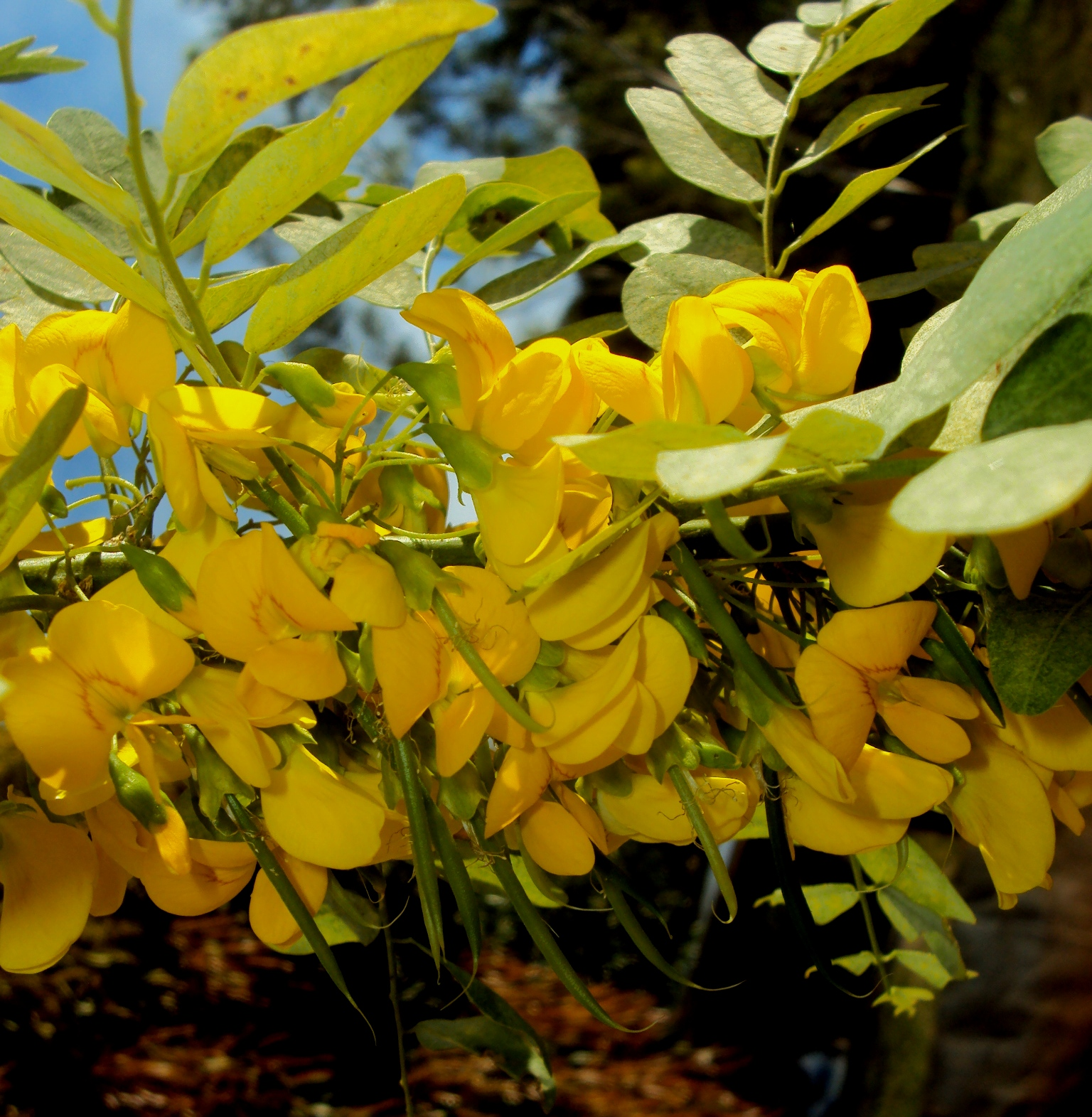